# Християнський хрест

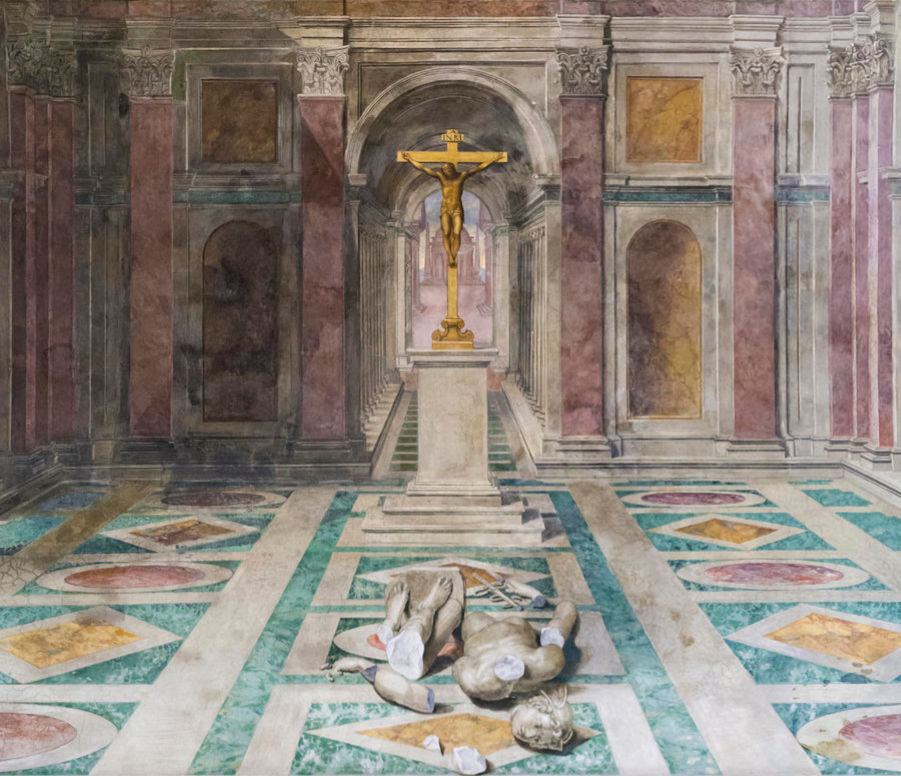
"Тріумф християнства" Томмазо Лауреті; фреска, 1585, Зала Костянтина, Ватиканський палац. На підлозі храму лежить розбита язичницька статуя

Хрест у християнстві традиційно є релігійним символом християнства та об'єктом релігійного шанування у низці християнських конфесій. У християнському богослов'ї розглядається як символ, що вказує на спокутну жертву Ісуса Христа.
Основними формами хреста є латинський нерівний хрест і грецький рівноплечий хрест.
Допоміжна історична дисципліна, що вивчає історію та іконографію християнського хреста, називається ставрографією.

## Дохристиянська символіка
Варіант символу хреста використовувався задовго до християнської ери у формі давньоєгипетського анкха.

## Іконографія

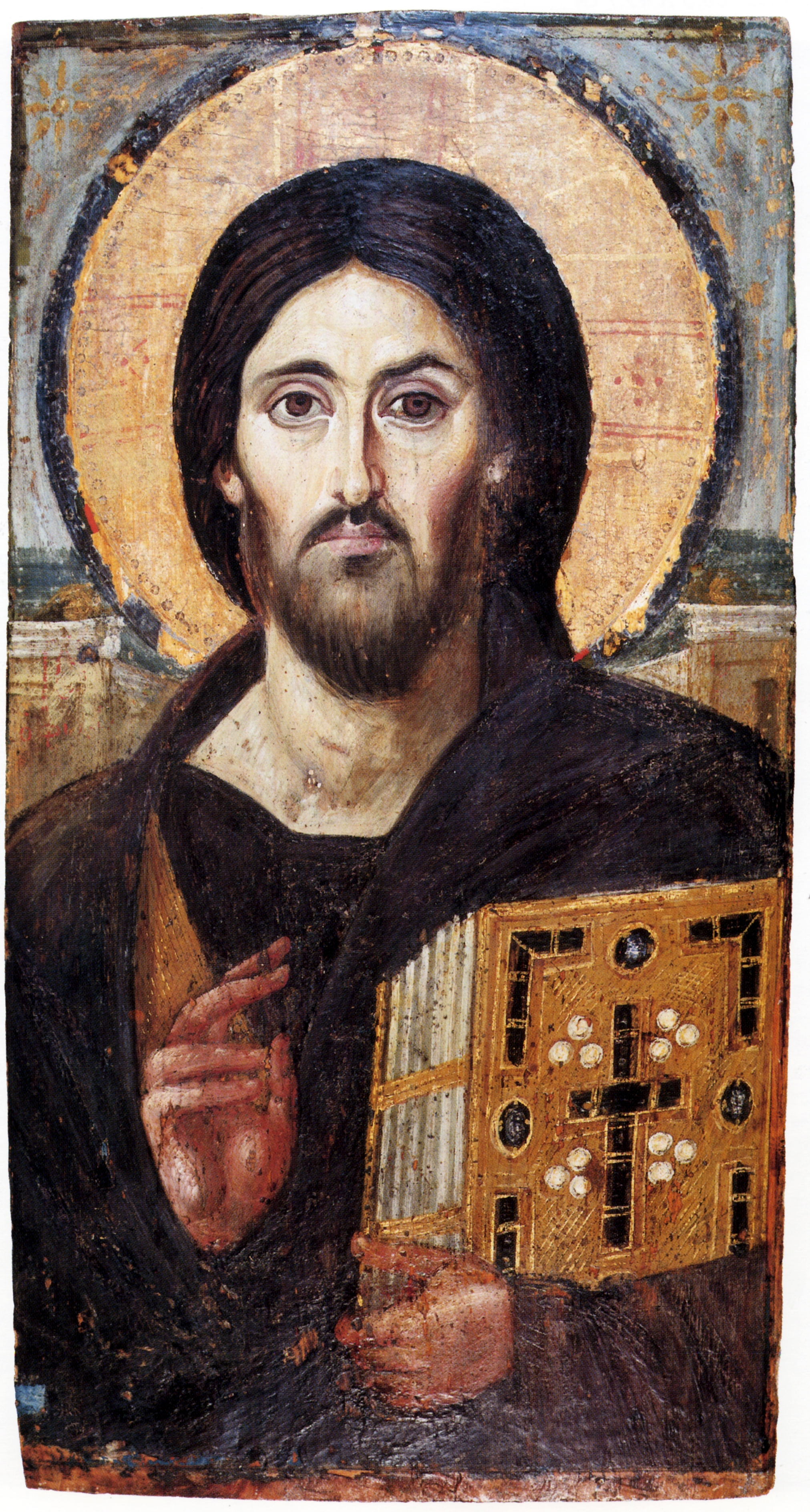
Христос Пантократор(VI ст.) з монастиря Святої Катерини на Синаї, на якій зображено Христа з хрестоподібним німбом і книгою, прикрашеною crux

### У Православній церкві

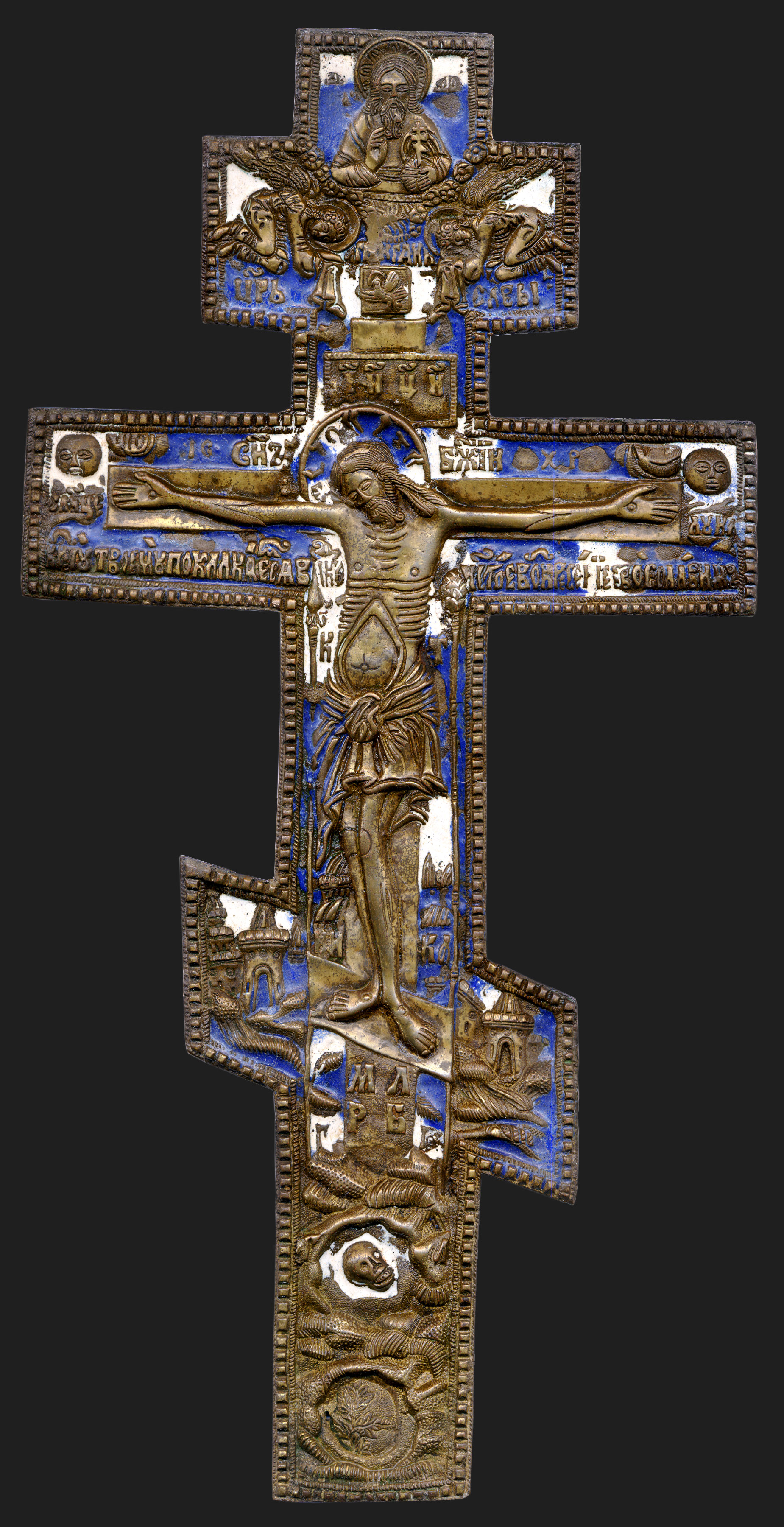
Міднолітий православний восьмикінцевий хрест з розп'яттям (Російська імперія, XIX століття)

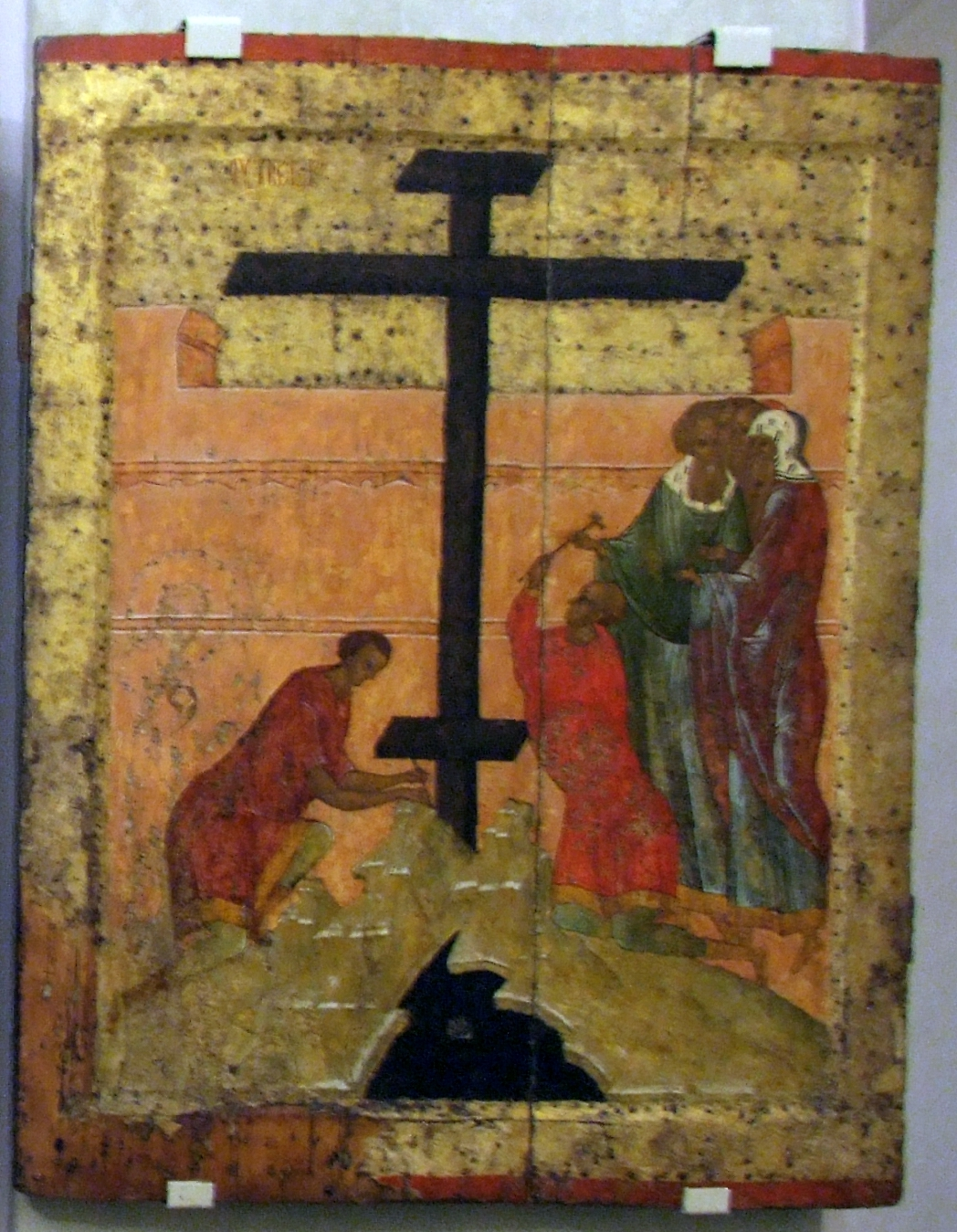
Семикінцевий хрест. «Утвердження хреста» (перед Розп'яттям Христовим), Успенський собор Кирило-Білозерського монастиря

У православ'ї найбільш поширена восьмикінцева форма хреста з верхньою та нижньою перекладинами. На стародавніх іконах зустрічається також зображення семикінцевого хреста, в якому стовп не виходить за верхню поперечину .
- верхня над основною горизонтальною перекладиною символізує табличку на хресті Христа з написом INRI (або ІНЦІ, « Іисусъ Назарянинъ, Царь Іудейский »);
- нижня коса поперечка символізує підпору для ніг, а також двох розбійників, розп'ятих зліва та праворуч від Христа. Один з них перед смертю покаявся у своїх гріхах, за що був ушанований Царством Небесним. Інший же перед смертю хулив і ганьбив своїх катів і Христа.

У православній аскетиці є таке поняття, як «несення свого хреста», тобто терпляче виконання християнських заповідей протягом усього життя християнина, засноване на словах Ісуса Христа: «Тоді Ісус сказав Своїм учням: Коли хто хоче йти за Мною, нехай зречеться самого себе, візьме свій хрест і йде за Мною.- Матвія 16:24» (Мф 16:24).
Проте, у православ'ї мають місце та інші типи хрестів, наприклад: новгородський, грецька та гамма-хрест. Так, грецькі та гамма-хрести вишиті на сакосі (одязі) XIV століття московського митрополита святителя Алексія, що зберігається в Збройовій палаті .

### У Католицькій церкві
У католицизмі використовується чотирикінцева форма хреста з подовженням нижньої частини. Крім того, на відміну від православного хреста, на ньому ступні Христа схрещені та забиті одним цвяхом .

## Походження культу хреста
Виникнення в християнстві культу постаті хреста пов'язане з мученицькою смертю Ісуса Христа, яку він прийняв на хресті за вироком Понтія Пілата .
Розп'яття на хресті було поширеним способом страти в Стародавньому Римі, запозиченим від карфагенян - нащадків фінікійських колоністів (вважається, що вперше розп'яття використовувалося саме у Фінікії ). Зазвичай до смерті на хресті засуджували розбійників; Зокрема, як повідомляє переказ, апостол Петро побажав бути розп'ятим головою вниз, вважаючи себе негідним прийняти ту саму смерть, що й Ісус  .
Хресне знамення - жест приналежності до віри, згадується в джерелах щонайменше з III століття.
До IV століття та правління Костянтина Великого християни рідко вживали зображення хреста  . Проте соліди імператора Тіберія II (VI століття) вже містять хрести.
Вшанування хреста не припинилося навіть у період візантійського іконоборства . Навпаки, він став основним символом прикраси храмів, а Сьомий Вселенський собор засновує на його шануванні свій рос про іконопочитання  .

### У мистецтві
- Хрест як символ — про символічне позначення Христа
- Хрест#Графічні типи хрестів

## Критика та заперечення шанування хреста
У коментарі до перекладу Біблії, виданого Оксфордським університетом в 1885 році, говориться:« Гомер вживає слово σταυρός (ставрос) для звичайного кілка, стовпа або колоди. І в цьому значенні вживається це слово у всій класичній літературі. Воно ніколи не позначає дві колоди, прикріплених одна до одної під яким-небудь кутом, але вона завжди позначає одну окрему колоду <…> У грецькому тексті НЗ немає жодних вказівок на те, що це були дві колоди».
Як зазначає Джон Пірсон, єпископ Честерський (бл. 1660 р.) слово "stauros" спочатку означало "прямий стовп" або "палісадор". Це означає, що первісно воно не обов'язково позначало хрест в тому вигляді, який ми звикли бачити сьогодні. Таке трактування може свідчити про те, що ранні форми страти не обов'язково включали поперечну балку. Пірсон уточнює, що форма хреста, на якому був розп'ятий Ісус, була складною і включала як вертикальну, так і горизонтальну частину. Це дає зрозуміти, що хрест, на якому Ісус був розп'ятий, був латинським хрестом — з вертикальним стовпом і поперечною балкою, що, згідно з римськими звичаями, символізувало специфічну форму покарання.  
Фредерік Ельворті стверджує, що протягом кількох століть емблемою Христа був не латинський хрест, а Т-подібний хрест (без горизонтальної верхньої частини). Це вказує на те, що в деяких ранніх зображеннях і традиціях хрест Ісуса міг виглядати по-іншому.
Найбільш відомі своїм негативним ставленням до поклоніння хрестам такі релігійні течії:
1. Катари
2. Толстівці
3. Богомили
4. Молокані
5. Свідки Єгови
6. Мормони

Свідки Єгови як форма знаряддя страти Ісуса Христа називають вертикальний стовп. Більшість протестантських церков вважають поклоніння хресту, як і іншим зображенням, ідолопоклонством і вважають, що Біблія засуджує шанування будь-яких язичницьких символів (2Кор 6:14—18 Исх 20:4—5 ; 1Кор 10:14).
У 2014 році Комуністична партія Китаю , яка сповідує доктрину державного атеїзму , розпочала програму видалення зовнішніх хрестів із церковних будівель «з міркувань безпеки та краси» У 2016 році було знято 1500 хрестів.  У 2020 році цю кампанію відновили, виправдовуючи це тим, що деякі хрести були вищими за китайський державний прапор. 

### Відповіді на критику

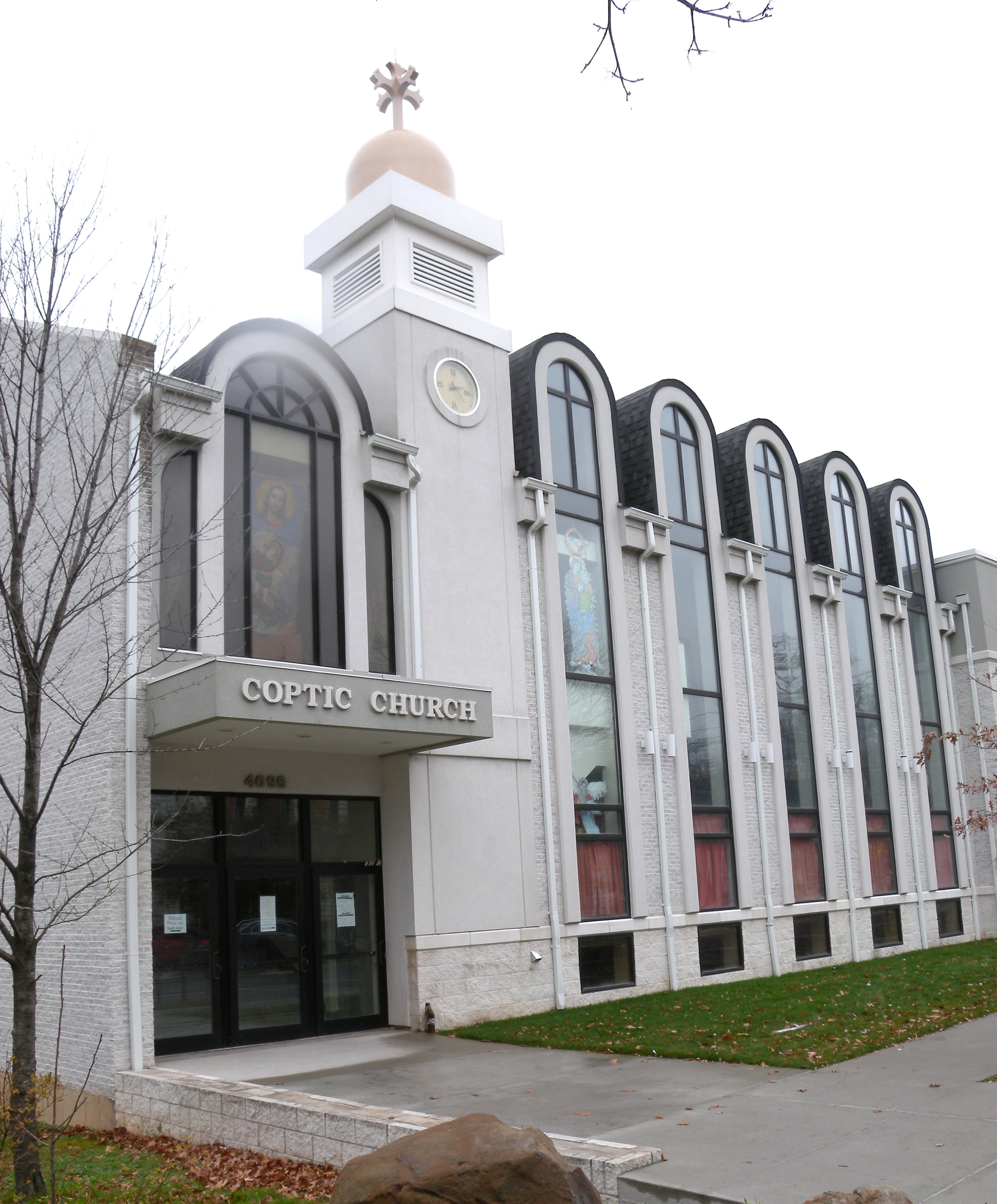
Тривимірний православний християнський хрест на куполі коптської церкви у Нью-Йорку

Слово ставрос має все ж таки два сенси — стовп і хрест. Хоча в оригіналі Біблії використовується слово ставрос, але воно використовується в сенсі «хрест». Для позначення стовпа в Біблії є інше слово — Стюлос.
На думку прихильників богословського погляду, твердження про «стовп» спростовується біблійним текстом   . У Новому Завіті це слово використовується виключно для позначення знаряддя страти Христа і ніколи щодо чогось іншого <ref name="A.P.Golubtsuv">. Слово ж «стовп» (стовп) у грецькому Новому Завіті позначено як στῦλος (1Тим 3:15 ; [[|Гал]] 2:9 ; [[|Откр]] 3:12, 10:1), що, власне, і означає «стовп», або як ξύλον ([[|Деян]] 5:30, 10:39 ; [[|1Петр]] 2:24) «Стовп, колода, поліно».
Олександр Мень вказує на пророче використання образу хреста у Старому Завіті через знак ת «тав»:
|                                                           | У книзі пророка Єзекіїля говориться… Ангел ставить печатку «тав» на чолах людей. І ось тут дивовижний, таємничий збіг перетворень. У сучасному єврейському квадратному шрифті літера «тав» нагадує російське «п», але в стародавніх алфавітах, у стародавньому ханаанському та у фінікійському, літера «тав» виглядала як хрест, або як хрест св. Андрія (див. деякі написи X століття до н. е.), або просто як хрест, як у всіх фінікійських написах. …У стародавніх християн, очевидно, це й стало першим знаком себе хресним знаменням та осініння вірянина під час хрещення святою водою, тобто це було знаком Христа, і мало ким помічено, чим був цей дивовижний прообраз у пророка Єзекіїля. Тут — той самий символ. Серед бурі та сум'яття світу обирається мале стадо, і ними печатку. В цьому випадку це друк хрещення, і не просто друк хрещення, але друк слідування за Агнцем. |
| — Олександр Мень. Коментар на Одкровення Іоанна Богослова | |

## Галерея відомих християнських хрестів

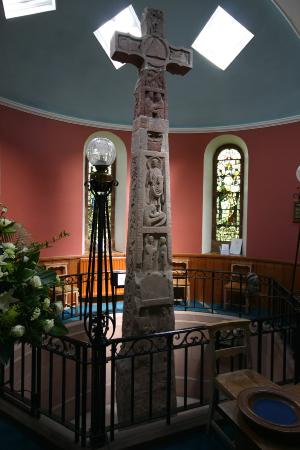
Хрест Рутвелла — це кам’яний англосаксонський хрест (VIII ст.)
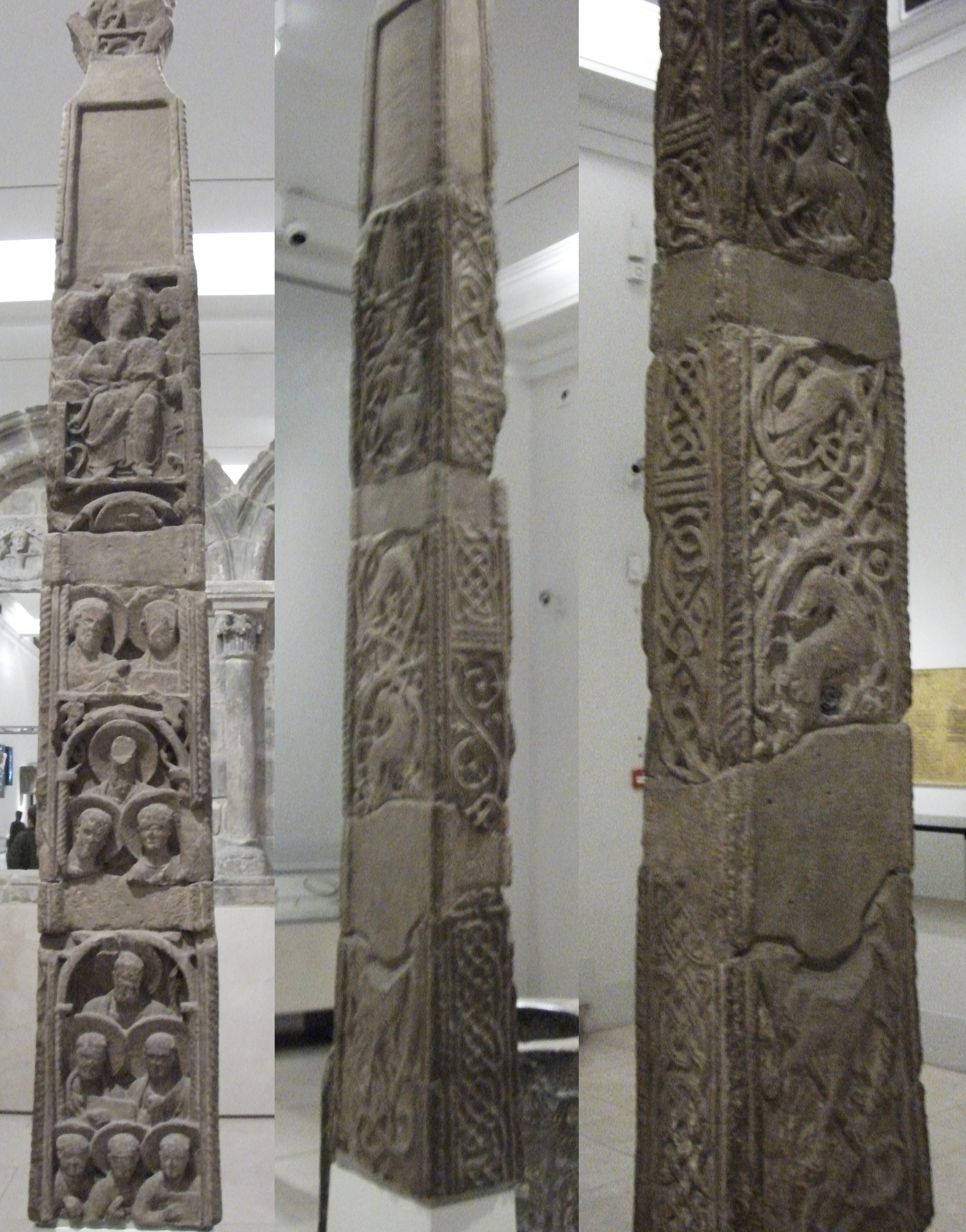
Хрест Ізбі — англосаксонський стоячий хрест з пісковика 800–820 років
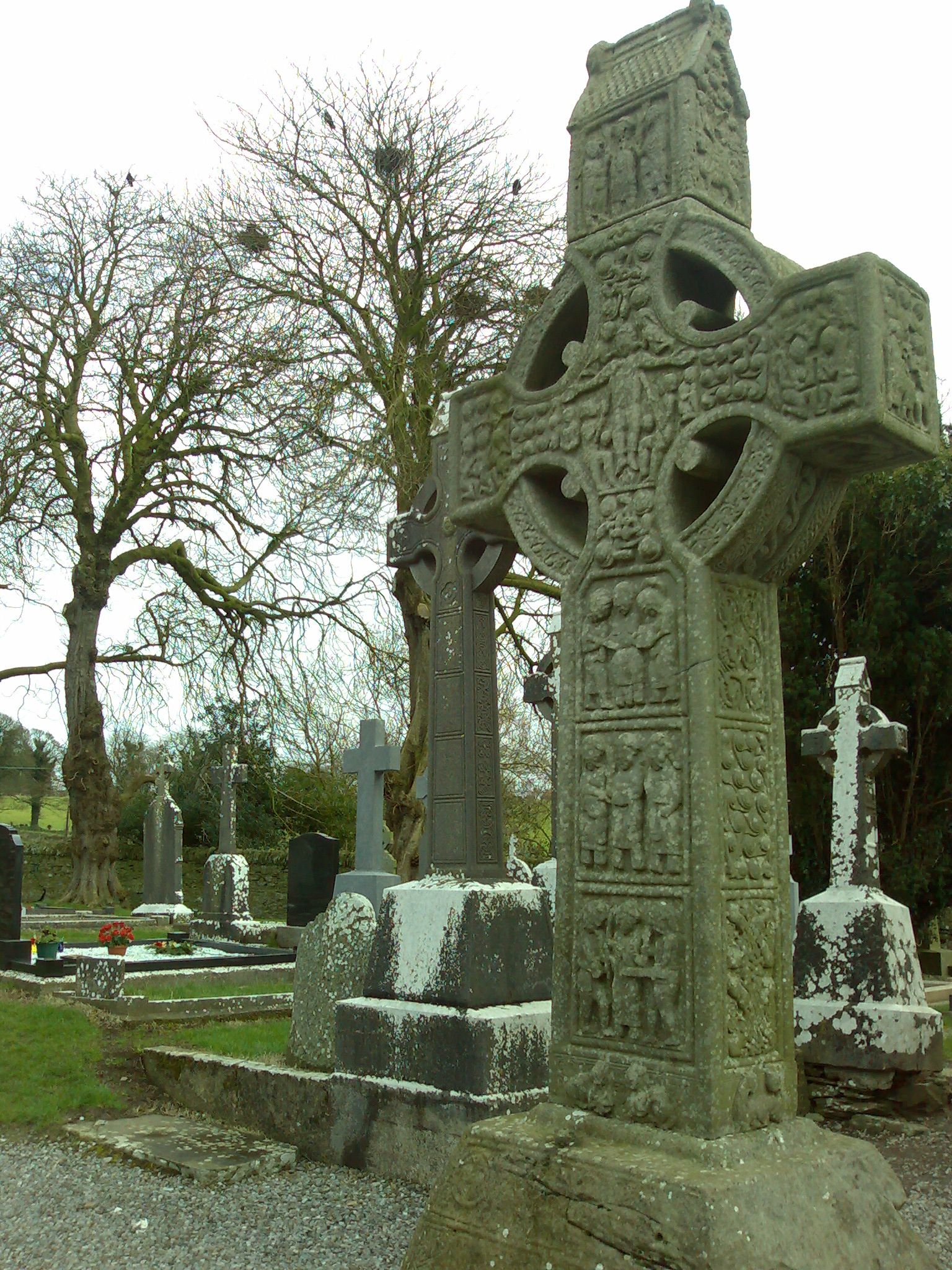
Високий хрест Муйредаха — високий хрест (XI-X ст.)
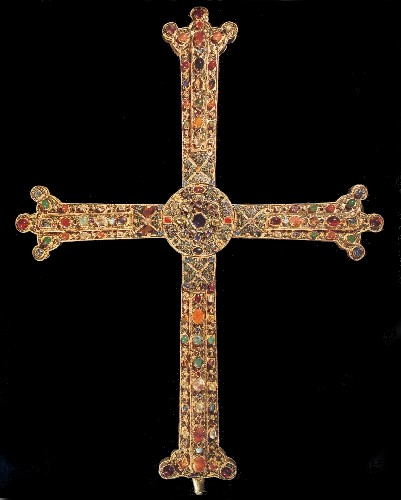
Хрест Перемоги, астурійський коштовний хрест початку X ст. (crux gemmata)
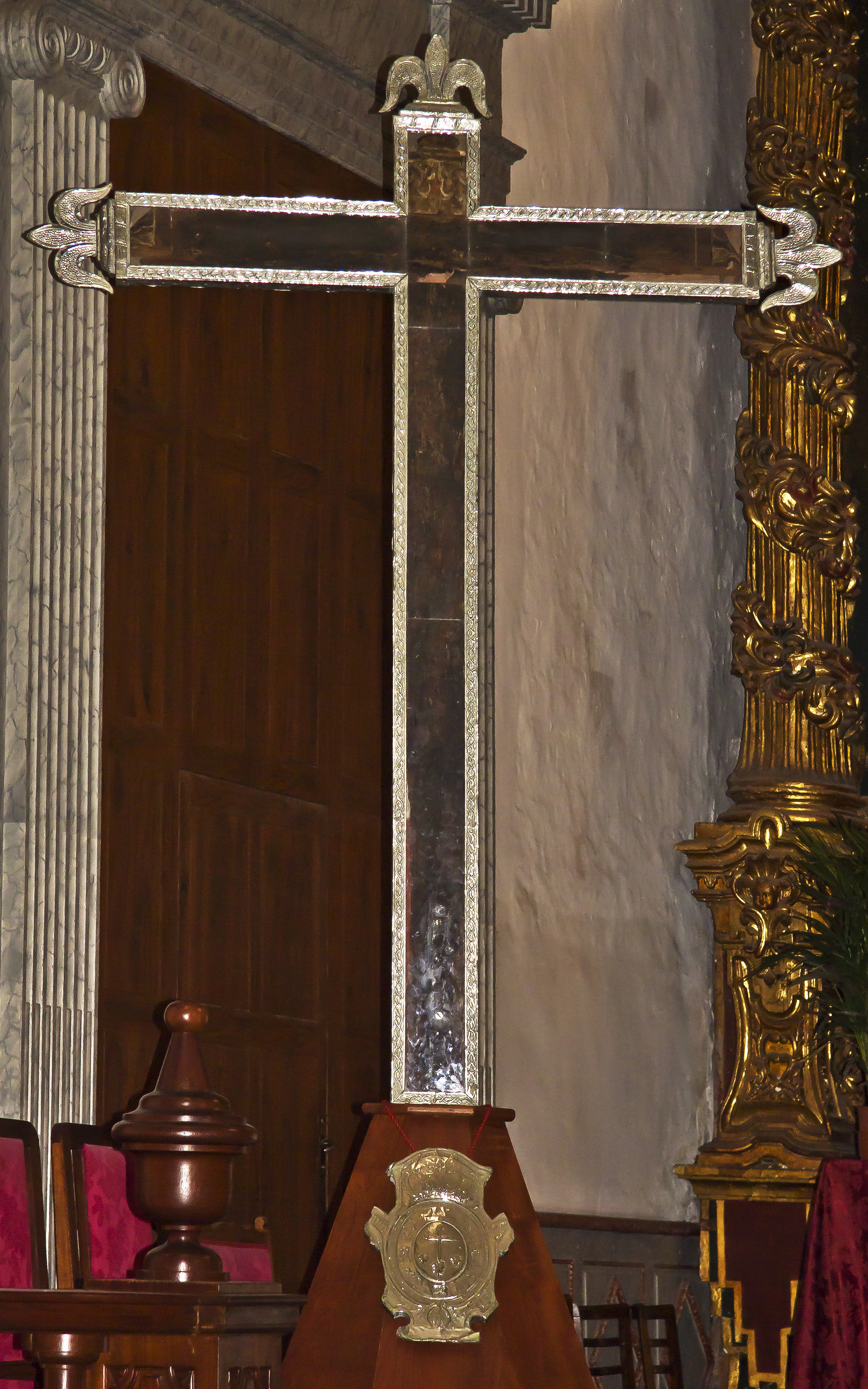
Святий Хрест, яким було засноване місто Санта-Крус-де-Тенеріфе в Іспанії (1496)
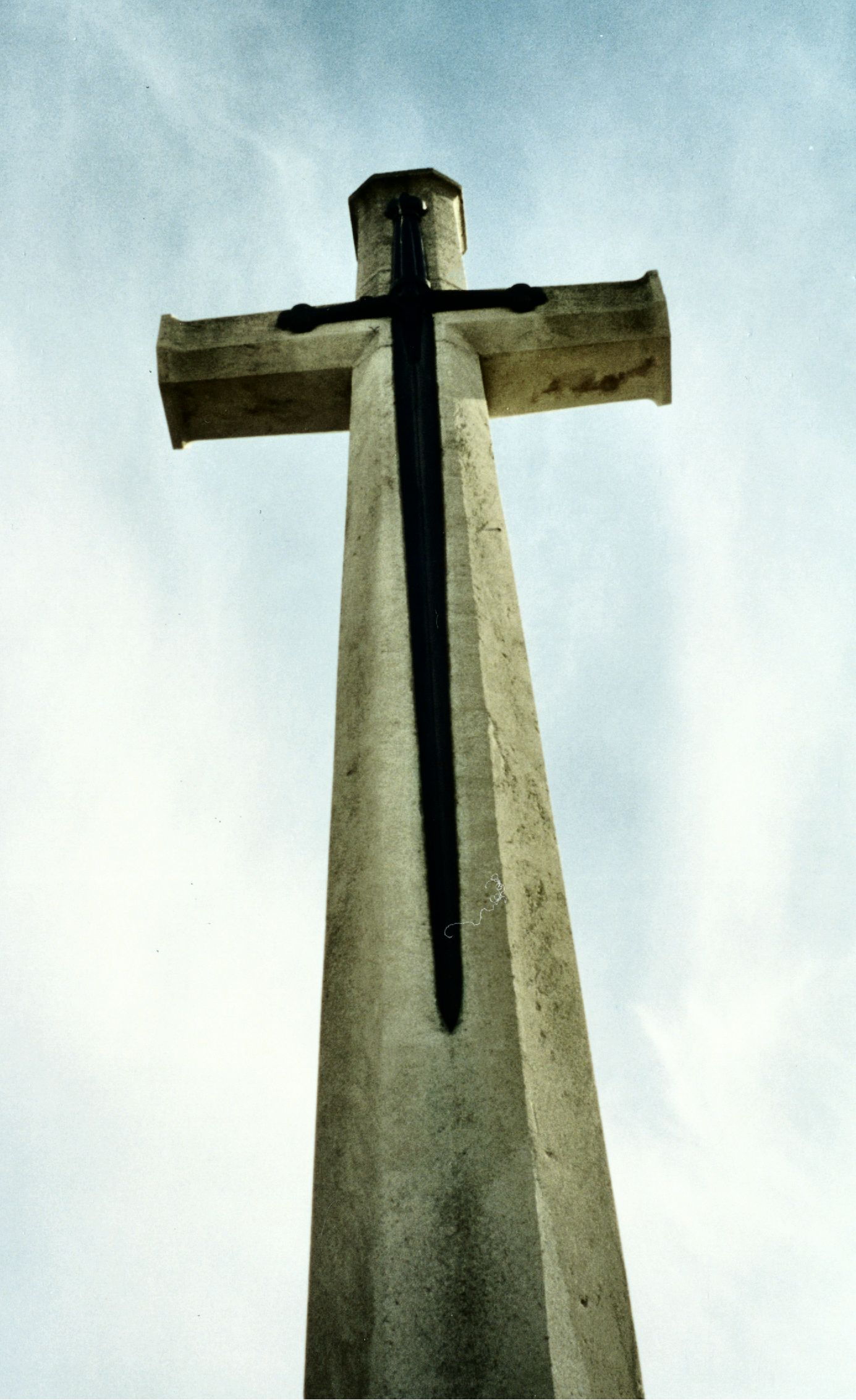
Жертовний хрест — це військовий меморіал Співдружності (1918)
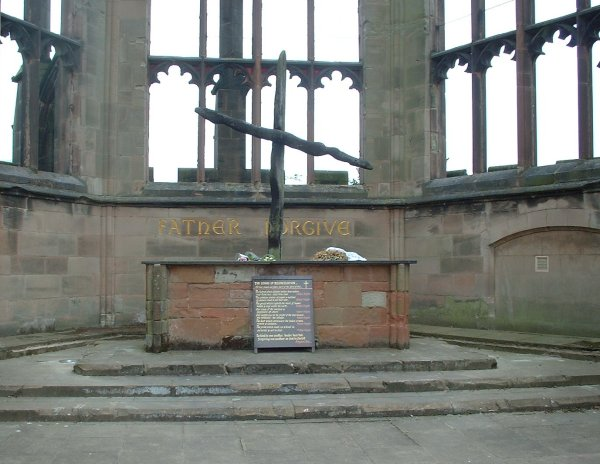
Дерев'яний хрест, побудований із залишків балок, знайдених після Ковентрійського бліцу
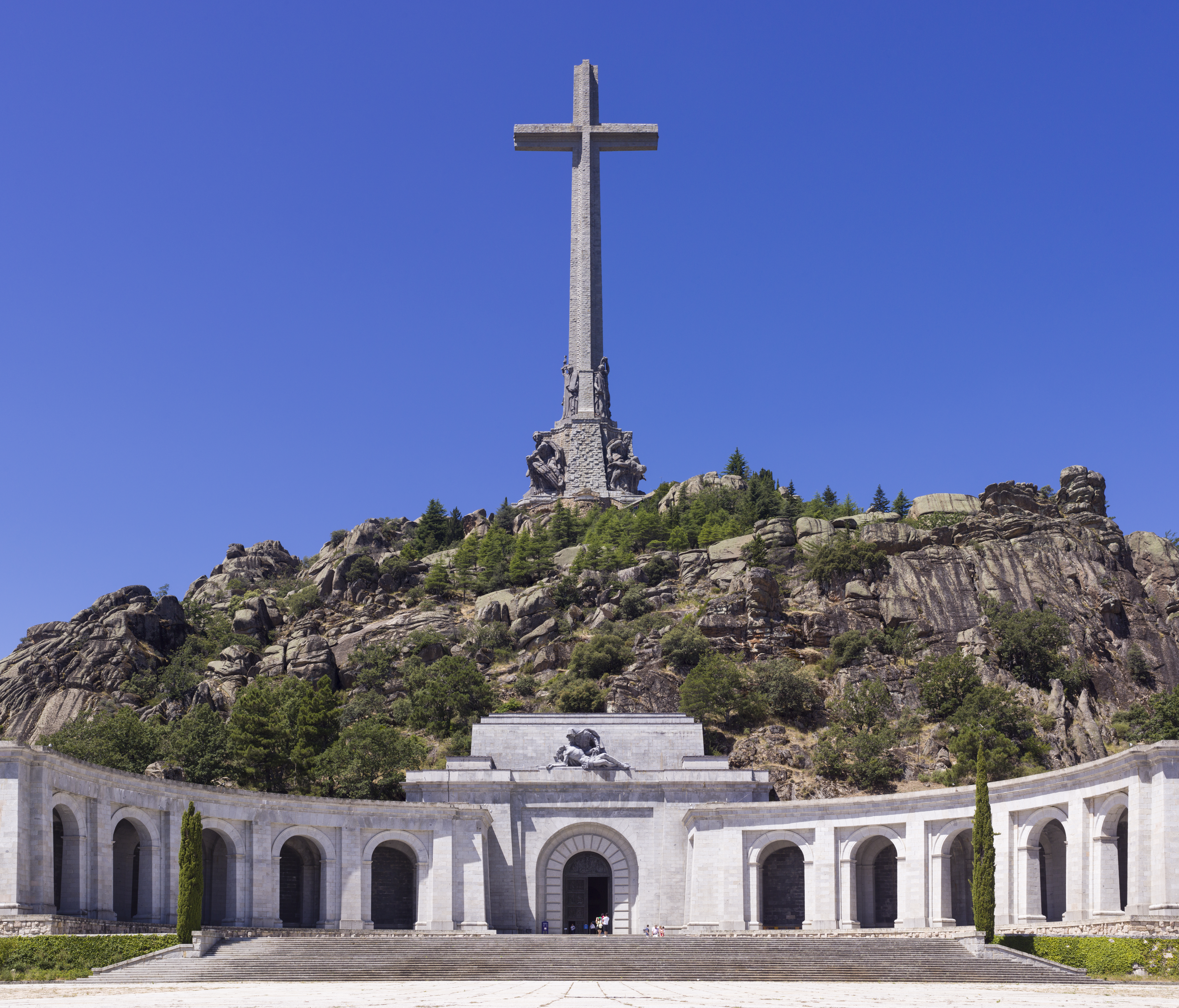
Хрест у Валье-де-лос-Каїдос, найвищий хрест у світі ( Хуан де Авалос 1959)
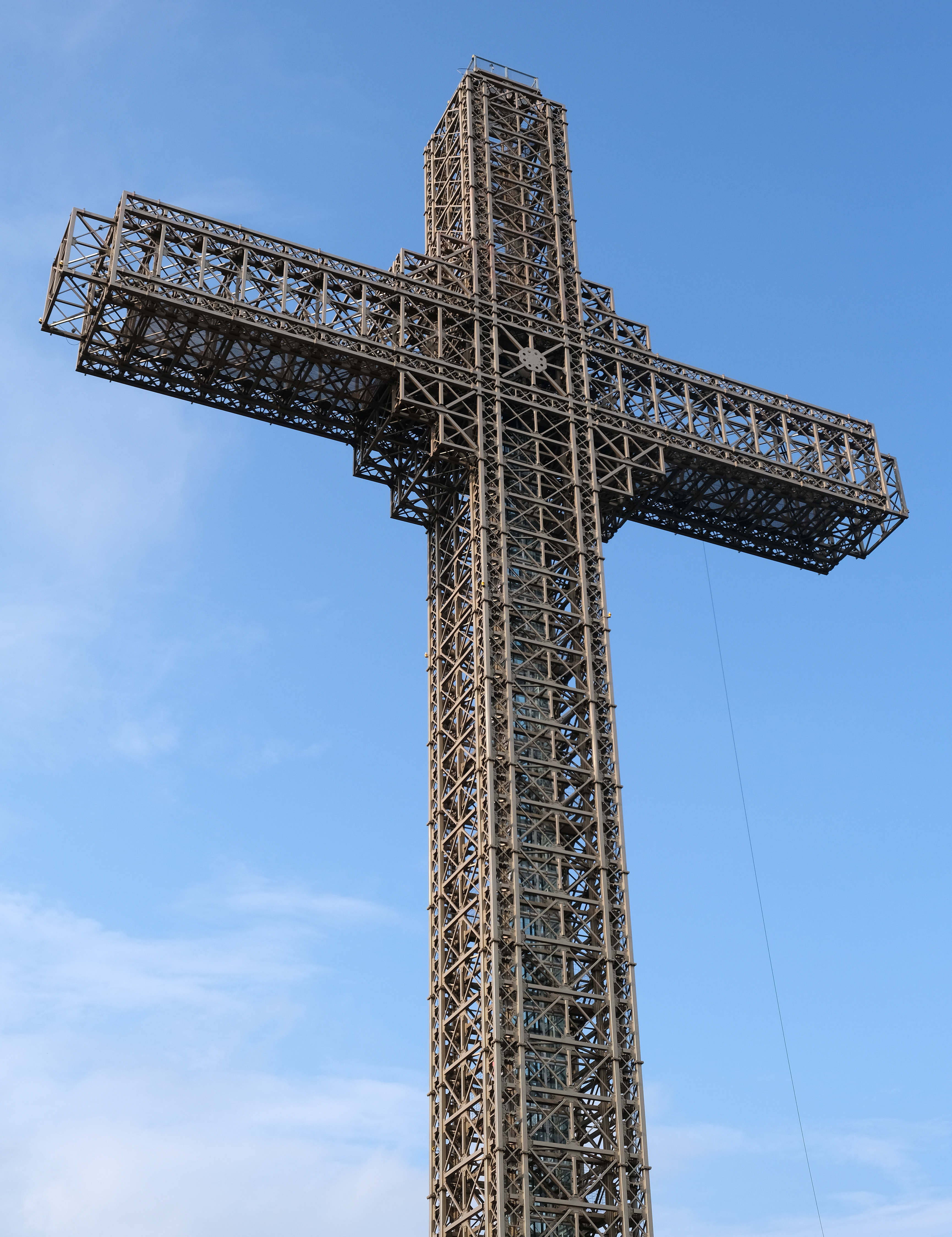
Хрест тисячоліття в Скоп'є, Північна Македонія, один із найбільших хрестів у світі (2000)
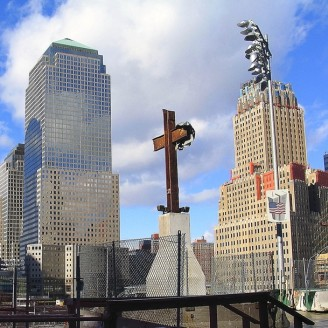
Хрест, який піднімається над уламками Всесвітнього торгового центру.
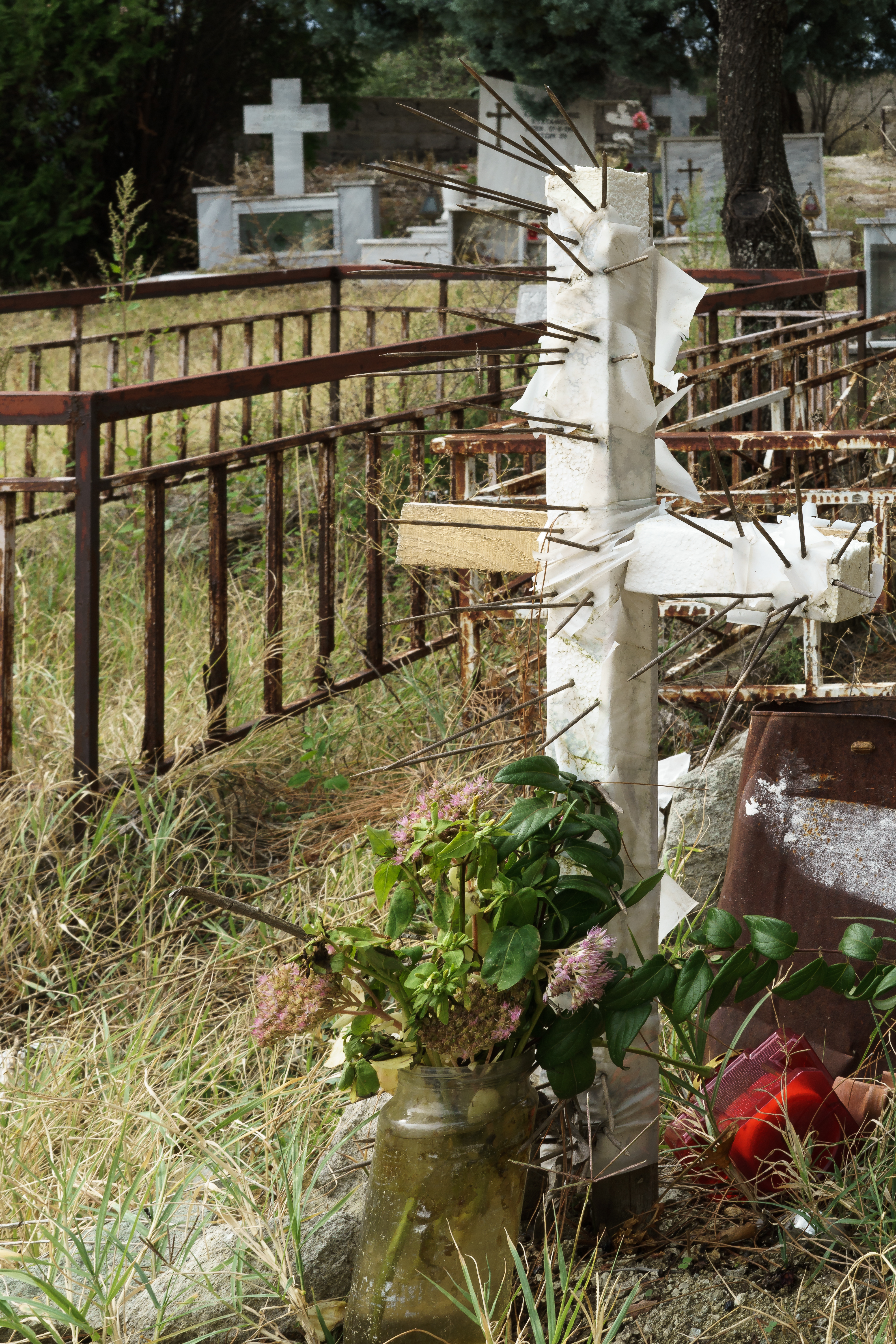
Grave Надгробний хрест з цвяхами – Еврос /Греція
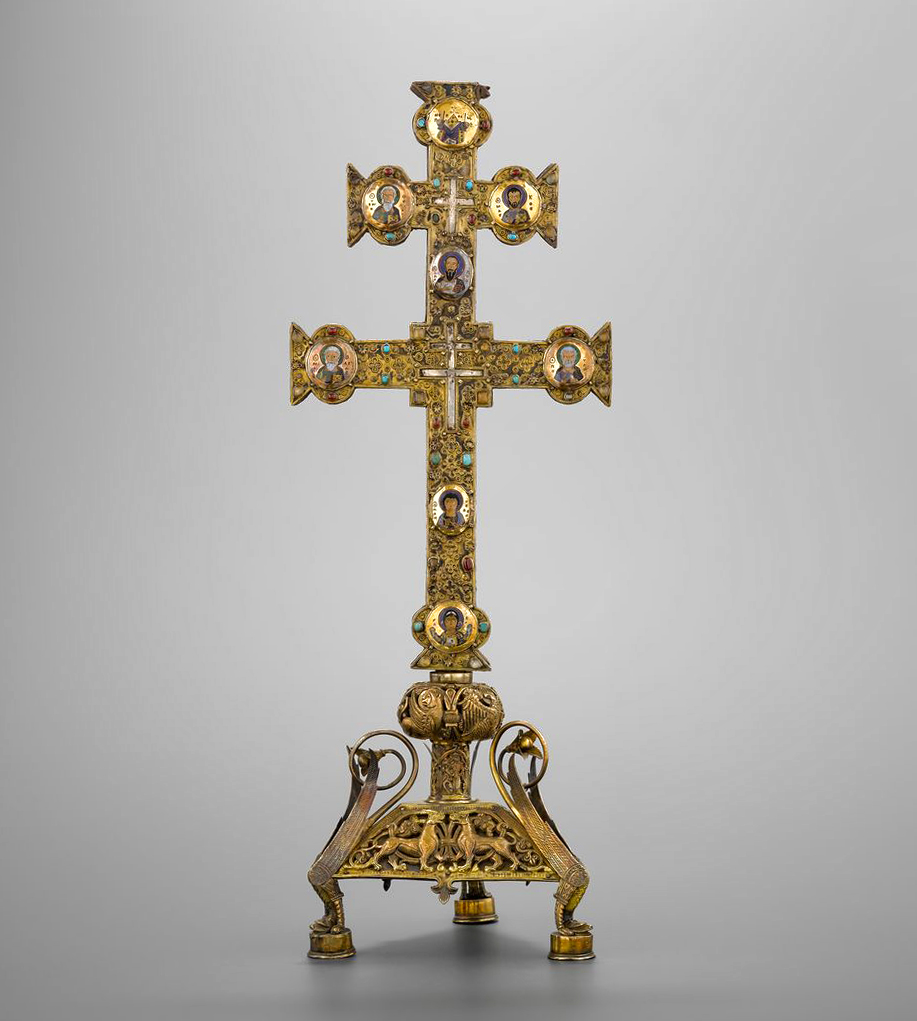
Хрест-мощевик Чесного Хреста
Рука, що тримає християнський хрест у гербі Пярну
Наконечник церковного прапора з латуні - Німеччина - III Рейх

## Хрест у християнському мистецтві
- Розп'яття (предмет)
- Розп'яття (іконографія)

## Дивитись також
- Хрест Животворчий – священна реліквія